# Joaquim Pedro de Oliveira Martins

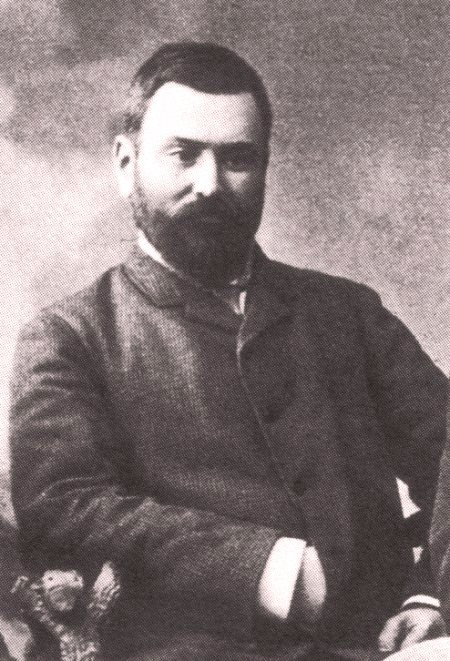
Joaquim Pedro de Oliveira Martins

Joaquim Pedro de Oliveira Martins (* 30. April 1845 in Lissabon; † 24. August 1894 ebenda) war ein portugiesischer Schriftsteller, Historiker, Herausgeber, Politiker und ein bedeutender Denker seines Landes im 19. Jahrhundert. Er vertrat sozialistische Ideen.

## Leben
Oliveira Martins hatte im Laufe seines Lebens verschiedene Tätigkeiten inne, so war er von 1870 bis 1874 Leiter einer Mine in Córdoba, Spanien, kehrte 1874 nach Portugal zurück und wurde Verwalter der Eisenbahnstrecke von Porto nach Póvoa de Varzim. Von 1887 bis 1888 war er in Porto tätig und kehrte im selben Jahr abermals nach Lissabon zurück.
Er verließ die Schule vorzeitig und heiratete bereits mit 19 Jahren.
Zusammen mit Antero de Quental gab er die "Revista Occiedental" heraus.
Er war Mitglied der Königlich Spanischen Akademie für Geschichte und der Akademie der Wissenschaften in Lissabon.
Ihm zu Ehren wurde das Denkmal für Oliveira Martins in Lissabon errichtet.

## Tätigkeit als Politiker
Er war Stadtrat in Viana do Castelo (1895) und in Porto (1887) sowie Mitglied des portugiesischen Parlaments von 1886 bis 1894. Außerdem war er 1892 für gut vier Monate Finanzminister von Portugal.

## Oliveira Martins als Literat
Sein Werk trägt sozialistische Ideen. Er stand dem Kreis der Gruppe um die Schule von Coimbra zur Erneuerung der Portugiesischen Literatur nahe. In seinen Schriften, die bisher nicht ins Deutsche übertragen worden sind, beschäftigte er sich hauptsächlich mit geschichtlichen und sozialen Fragen.

## Werk (Auswahl)
- Phoebus Moniz, 1897, Roman.
- Portugal e o socialismo (Portugal und der Sozialismus), 1873.
- Historia de Portugal, (Geschichte Portugals), 1879.
- Vida de Nuno Alvarez Perreira (Leben des Nuno Alvarez Perreira), Historische Biographie, 1893.
- O principe perfeito (Der perfekte Fürst), 1895, posthum.